# Нечитовський Георгій Георгійович
Георгій Георгійович Нечитовський (нар. 9 травня 1943) — радянський партійний і державний діяч, 2-й секретар Київського міського комітету КПУ.

## Життєпис
Закінчив Київський технікум радіоелектроніки. Трудову діяльність розпочав у 1960 році теслею у будівельному управлінні.
Після закінчення Ленінградського інституту водного господарства працював наладчиком, заступником начальника цеху, заступником генерального директора Київського науково-виробничого об'єднання «Маяк».
Член КПРС з 1972 року.
У 1978—1980 роках — секретар комітету КПУ Київського науково-виробничого об'єднання «Маяк».
У 1980—1981 роках — інструктор ЦК КП України. Закінчив Академію суспільних наук при ЦК КПРС у Москві.
У 1981 — січні 1987 р. — 1-й секретар Мінського районного комітету КПУ міста Києва.
24 січня 1987 — січень 1990 р. — 1-й секретар Шевченківського районного комітету КПУ міста Києва.
18 січня 1990 — серпень 1991 р. — 2-й секретар Київського міського комітету КПУ.
Потім займався приватною комерційною діяльністю, був директором товариства з обмеженою відповідальністю «Корвет» у місті Києві. Пенсіонер, проживає у Києві.

## Нагороди
- ордени
- медалі